# Forever Now (single van Ne-Yo)
Forever Now is de vierde single van het album R.E.D. van de Amerikaanse singer-songwriter Ne-Yo. Op 30 november 2012 zal werd er de videoclip van uitgebracht. Het nummer behaalde de tip 21 van de Nederlandse Top 40 en op plaats 44 van de Vlaamse Ultratip.

## Tracklist

### Single
1. Forever Now — 3:41